# 11419 Донджонсон
11419 Донджонсон  (11419 Donjohnson) — астероїд головного поясу, відкритий 16 травня 1999 року.
Тіссеранів параметр щодо Юпітера — 3,212.